# Twistrix
De Twistrix is een stalen draaiende achtbaan in het Nederlandse attractiepark Familiepark Drievliet.

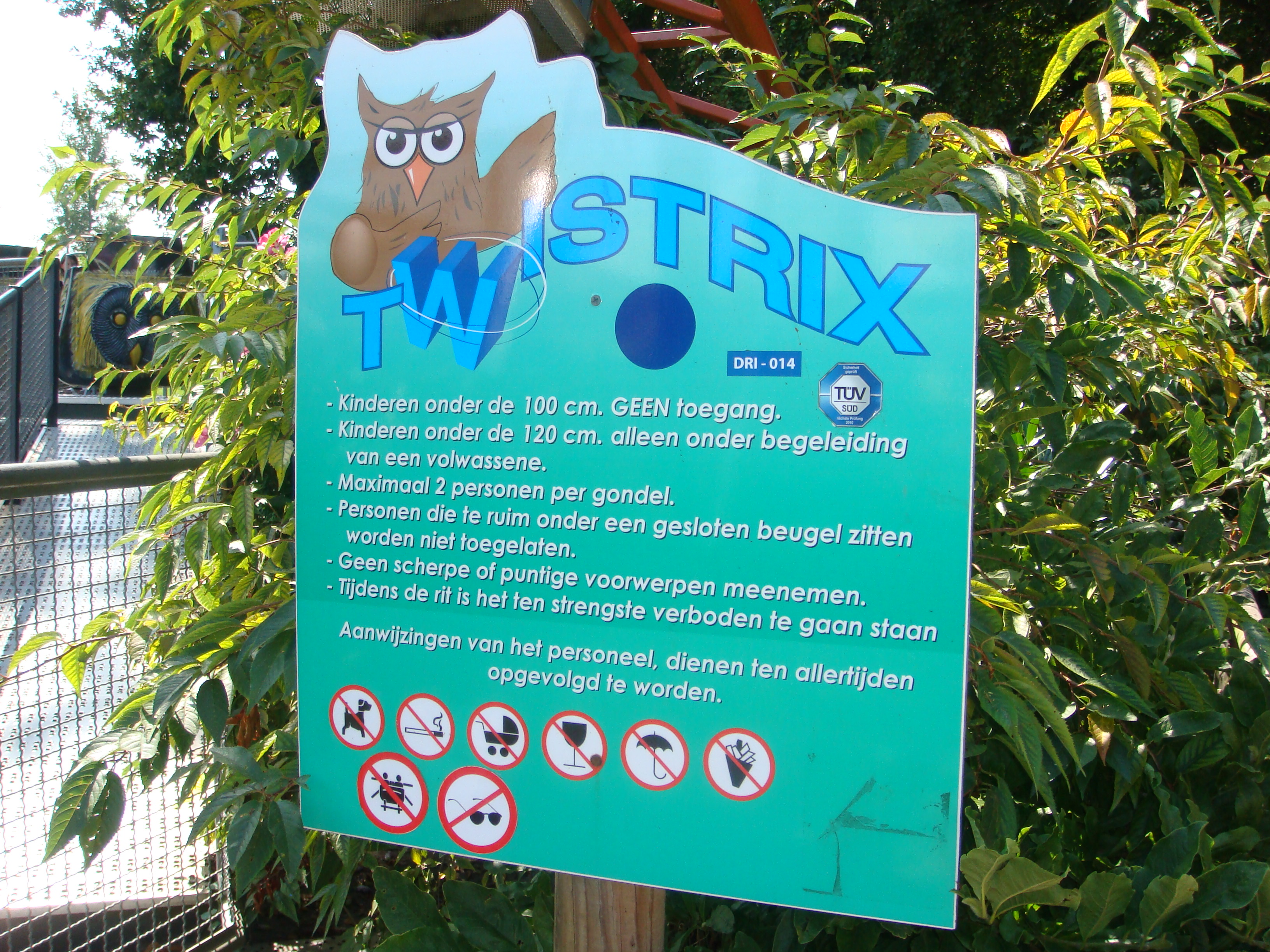
Veiligheidswaarschuwing bij de ingang.

De Twistrix werd gebouwd door de Duitse attractiebouwer Maurer Söhne en opende in 2001. De achtbaantreintjes zijn uitgevoerd met een uilenthema en maakt gebruik van een wieloptakeling. Per achtbaantrein bestaande uit 8 wagons is de capaciteit 1 rij van 2 personen voor een totaal van 16 personen per trein.
Eind 2003 werd de Twistrix verplaatst naar de voorkant van het park om ruimte te maken voor de Xtreme.
Afbeeldingen · Lijst van attracties